# Mikie Sherrill
Mikie Sherrill est une femme politique américaine née le 19 janvier 1972 à Alexandria. Membre du Parti démocrate, elle est élue du New Jersey à la Chambre des représentants des États-Unis depuis 2019.
Candidate à la primaire démocrate pour l'élection gouvernorale de 2025 au New Jersey (en), elle remporte celle-ci le 10 juin 2025.